# سلطنة يافع العليا

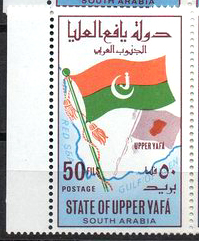
طابع بريدي

دولة يافع العليا أو منطقة يافع العليا، تتكون من عدة مشايخ وهي الموسطة، الحضرمي والبعسي والضبي والمفلحي. لم تنضم إلى اتحاد الجنوب العربي وبقيت في محمية الجنوب العربي مع سلطنات حضرموت.

جواز دولة يافع العليا

كان حكام دولة يافع العليا من سلالة عائلة آل هرهرة وعاصمتهم مدينة المحجبة وتقع في منطقة الموسطة ويوجد فيها قصر السلطان. ألغيت السلطنة عام 1967 عند تأسيس جمهورية اليمن الديمقراطية الشعبية التي هي الآن جزء من الجمهورية اليمنية.

## الموقع
المحجبة معقل سلاطين ال هرهرة 
المحجبة منطقة أثرية تقع في منخفض تحيط به الجبال وتتوسط مكاتب يافع الساحل {بني قاصد}ويافع الجبل {بني مالك} ويقال انها سميت بهذا الاسم لأن الجبال تحجبها من كل الجوانب، وتعتبر المحجبة العاصمة التاريخية والسياسية ليافع الجبل {بني مالك} ومعقل سلاطينها ال هرهره ومنها كانت الغارات على مواقع الأئمة وفيها كانت الاجتماعات والنجدات لكل القبائل كما تحكي ذلك كتب التاريخ وهي الآن جزء من محافظة لحج.

## حكام دولة يافع العليا
- صالح بن أحمد آل هرهره 1091هـ
- ناصر بن صالح آل هرهره 1116هـ
- عمر بن صالح آل هرهره 1119هـ
- قحطان بن عمر آل هرهره
- عمر بن قحطان آل هرهره
- أبوبكر بن قحطان آل هرهره
- حسين بن أبوبكر آل هرهره
- حسين بن صالح آل هرهره
- محمد بن علي آل هرهره
- عمر بن حسين آل هرهره
- فضل بن محمد آل هرهره
- قحطان بن عمر آل هرهره
- صالح بن عمر آل هرهره
- محمد بن صالح آل هرهره
- حمود بن محمد بن صالح ال هرهره
- فضل بن محمد بن صالح ال هرهره
- الذهب بن عمر بن صالح ال هرهره
- اسكندر بن حمود بن محمد ال هرهره

## وصلات خارجية
- Ba Wazir of the Hadhramaut
- British Protectorate of the Banu Afif Sultanate of Upper Yafa